# Giải bóng đá Hạng Nhì Quốc gia 2021 (kết quả chi tiết)
Dưới đây là kết quả chi tiết các trận đấu tại Giải bóng đá Hạng Nhì Quốc gia 2021.

## Các đội bóng
14 câu lạc bộ chia làm 2 bảng theo khu vực địa lý như sau:
- Bảng A: Kon Tum, Lâm Đồng, Trẻ SHB Đà Nẵng, Trẻ Quảng Nam, Hải Nam Vĩnh Yên Vĩnh Phúc, Hòa Bình và PVF
- Bảng B: Bình Thuận, Đồng Nai, Gia Định, Trẻ Thành phố Hồ Chí Minh, Đồng Tháp, Tiền Giang, Vĩnh Long

## Vòng loại

### Bảng A

#### Vòng 1
| 4 tháng 5 năm 2021 | Hòa Bình | 0-0      | Hải Nam Vĩnh Yên Vĩnh Phúc | Thành phố Hòa Bình, Hòa Bình                                           |  |
| 15:00              |          | Khai mạc |                            | Sân vận động: Hòa Bình Lượng khán giả: 350 Trọng tài: Nguyễn Nhật Minh |  |

| 4 tháng 5 năm 2021 | Lâm Đồng                                                               | 4-1 | Kon Tum            | Đà Lạt, Lâm Đồng                                                                      |  |
| 15:00              | - Nguyễn Duy Khánh 10', 80' - Đặng Tiến Đạt 31' - Nguyễn Thế Thắng 86' |     | - K'Mis 12' (l.n.) | Sân vận động: Trường Cao đẳng SP Đà Lạt Lượng khán giả: TBA Trọng tài: Võ Hoài Thương |  |

| 4 tháng 5 năm 2021 | Trẻ SHB Đà Nẵng | Hoãn | Trẻ Quảng Nam | Cẩm Lệ, Đà Nẵng        |  |
| 16:00              |                 |      |               | Sân vận động: Hòa Xuân |  |

|  | PVF | Nghỉ |  |  |  |
|  |     |      |  |  |  |

#### Vòng 2
| 9 tháng 5 năm 2021 | Trẻ Quảng Nam | - | Lâm Đồng | Núi Thành, Quảng Nam    |  |
| 15:00              |               |   |          | Sân vận động: Núi Thành |  |

| 9 tháng 5 năm 2021 | Kon Tum | - | Trẻ SHB Đà Nẵng | Thành phố Kon Tum, Kon Tum |  |
| 16:00              |         |   |                 | Sân vận động: Kon Tum      |  |

| 9 tháng 5 năm 2021 | Hải Nam Vĩnh Yên Vinh Phúc | - | PVF | Tam Đảo, Vĩnh Phúc    |  |
| 15:00              |                            |   |     | Sân vận động: Tam Đảo |  |

|  | Hòa Bình | Nghỉ |  |  |  |
|  |          |      |  |  |  |

#### Vòng 3
| 14 tháng 5 năm 2021 | Trẻ Quảng Nam | - | Kon Tum | Núi Thành, Quảng Nam    |  |
| 15:00               |               |   |         | Sân vận động: Núi Thành |  |

| 14 tháng 5 năm 2021 | Lâm Đồng | - | Trẻ SHB Đà Nẵng | Đà Lạt, Lâm Đồng                        |  |
| 15:00               |          |   |                 | Sân vận động: Trường Cao đẳng SP Đà Lạt |  |

| 14 tháng 5 năm 2021 | PVF | - | Hòa Bình | Văn Giang, Hưng Yên                             |  |
| 16:00               |     |   |          | Sân vận động: Trung tâm đào tạo bóng đá trẻ PVF |  |

|  | Hải Nam Vĩnh Yên Vinh Phúc | Nghỉ |  |  |  |
|  |                            |      |  |  |  |

#### Vòng 4
| 19 tháng 5 năm 2021 | PVF | - | Lâm Đồng | Văn Giang, Hưng Yên                             |  |
| 16:00               |     |   |          | Sân vận động: Trung tâm đào tạo bóng đá trẻ PVF |  |

| 19 tháng 5 năm 2021 | Hải Nam Vĩnh Yên Vinh Phúc | - | Trẻ Quảng Nam | Tam Đảo, Vĩnh Phúc    |  |
| 15:00               |                            |   |               | Sân vận động: Tam Đảo |  |

| 19 tháng 5 năm 2021 | Hòa Bình | v | Trẻ SHB Đà Nẵng | Thành phố Hòa Bình, Hòa Bình |  |
| 15:30               |          |   |                 | Sân vận động: Hòa Bình       |  |

|  | Kon Tum | Nghỉ |  |  |  |
|  |         |      |  |  |  |

#### Vòng 5
| 24 tháng 5 năm 2021 | Hải Nam Vĩnh Yên Vinh Phúc | - | Kon Tum | Tam Đảo, Vĩnh Phúc    |  |
| 15:00               |                            |   |         | Sân vận động: Tam Đảo |  |

| 24 tháng 5 năm 2021 | Hòa Bình | - | Lâm Đồng | Thành phố Hòa Bình, Hòa Bình |  |
| 15:30               |          |   |          | Sân vận động: Hòa Bình       |  |

| 24 tháng 5 năm 2021 | PVF | - | Trẻ SHB Đà Nẵng | Văn Giang, Hưng Yên                             |  |
| 16:00               |     |   |                 | Sân vận động: Trung tâm đào tạo bóng đá trẻ PVF |  |

|  | Trẻ Quảng Nam | Nghỉ |  |  |  |
|  |               |      |  |  |  |

#### Vòng 6
| 29 tháng 5 năm 2021 | PVF | - | Kon Tum | Văn Giang, Hưng Yên                             |  |
| 16:00               |     |   |         | Sân vận động: Trung tâm đào tạo bóng đá trẻ PVF |  |

| 29 tháng 5 năm 2021 | Hải Nam Vĩnh Yên Vinh Phúc | - | Trẻ Quảng Nam | Tam Đảo, Vĩnh Phúc    |  |
| 15:00               |                            |   |               | Sân vận động: Tam Đảo |  |

| 29 tháng 5 năm 2021 | Hòa Bình | - | Trẻ Quảng Nam | Thành phố Hòa Bình, Hòa Bình |  |
| 15:30               |          |   |               | Sân vận động: Hòa Bình       |  |

|  | Lâm Đồng | Nghỉ |  |  |  |
|  |          |      |  |  |  |

#### Vòng 7
| 3 tháng 6 năm 2021 | Hòa Bình | - | Kon Tum | Thành phố Hòa Bình, Hòa Bình |  |
| 15:30              |          |   |         | Sân vận động: Hòa Bình       |  |

| 3 tháng 6 năm 2021 | Hải Nam Vĩnh Yên Vinh Phúc | - | Lâm Đồng | Tam Đảo, Vĩnh Phúc    |  |
| 15:00              |                            |   |          | Sân vận động: Tam Đảo |  |

| 3 tháng 6 năm 2021 | PVF | - | Trẻ Quảng Nam | Văn Giang, Hưng Yên                             |  |
| 16:00              |     |   |               | Sân vận động: Trung tâm đào tạo bóng đá trẻ PVF |  |

|  | Trẻ SHB Đà Nẵng | Nghỉ |  |  |  |
|  |                 |      |  |  |  |

### Bảng B

#### Vòng 1
| 4 tháng 5 năm 2021 | Trẻ Thành phố Hồ Chí Minh | 1-1 | Bình Thuận         | Quận 10, Thành phố Hồ Chí Minh |  |
| 15:00              | - Nguyễn Thế Dũng 43'     |     | - La Chí Tường 74' | Sân vận động: Thống Nhất       |  |

| 4 tháng 5 năm 2021 | Đồng Nai           | 1-1 | Gia Định            | Thành phố Biên Hòa, Đồng Nai                       |  |
| 17:00              | - Ngô Viết Phú 66' |     | - Phạm Thừa Chí 45' | Sân vận động: Đồng Nai Trọng tài: Nguyễn Đức Thiện |  |

| 4 tháng 5 năm 2021 | Tiền Giang                | 1-0 | Vĩnh Long | Mỹ Tho, Tiền Giang                                                       |  |
| 15:30              | - La Nguyễn Bảo Trung 37' |     |           | Sân vận động: Tiền Giang Lượng khán giả: 100 Trọng tài: Nguyễn Hồng Quốc |  |

|  | Đồng Tháp | Nghỉ |  |  |  |
|  |           |      |  |  |  |

#### Vòng 2
| 9 tháng 5 năm 2021 | Gia Định | - | Trẻ Thành phố Hồ Chí Minh | Hóc Môn, Thành phố Hồ Chí Minh |  |
| 15:00              |          |   |                           | Sân vận động: Tân Hiệp         |  |

| 9 tháng 5 năm 2021 | Bình Thuận | - | Đồng Nai | Phan Thiết, Bình Thuận   |  |
| 15:00              |            |   |          | Sân vận động: Phan Thiết |  |

| 9 tháng 5 năm 2021 | Vĩnh Long | - | Đồng Tháp | Thành phố Vĩnh Long, Vĩnh Long |  |
| 15:00              |           |   |           | Sân vận động: Vĩnh Long        |  |

|  | Tiền Giang | Nghỉ |  |  |  |
|  |            |      |  |  |  |

#### Vòng 3
| 14 tháng 5 năm 2021 | Gia Định | - | Bình Thuận | Hóc Môn, Thành phố Hồ Chí Minh |  |
| 15:00               |          |   |            | Sân vận động: Tân Hiệp         |  |

| 14 tháng 5 năm 2021 | Trẻ Thành phố Hồ Chí Minh | - | Đồng Nai | Quận 10, Thành phố Hồ Chí Minh |  |
| 15:00               |                           |   |          | Sân vận động: Thống Nhất       |  |

| 15 tháng 5 năm 2021 | Đồng Tháp | - | Tiền Giang | Cao Lãnh, Đồng Tháp    |  |
| 15:30               |           |   |            | Sân vận động: Cao Lãnh |  |

|  | Vĩnh Long | Nghỉ |  |  |  |
|  |           |      |  |  |  |

#### Vòng 4
| 19 tháng 5 năm 2021 | Đồng Tháp | - | Tiền Giang | Cao Lãnh, Đồng Tháp    |  |
| 15:30               |           |   |            | Sân vận động: Cao Lãnh |  |

| 19 tháng 5 năm 2021 | Vĩnh Long | - | Gia Định | Thành phố Vĩnh Long, Vĩnh Long |  |
| 15:00               |           |   |          | Sân vận động: Vĩnh Long        |  |

| 19 tháng 5 năm 2021 | Đồng Nai | - | Tiền Giang | Thành phố Biên Hòa, Đồng Nai |  |
| 17:00               |          |   |            | Sân vận động: Đồng Nai       |  |

|  | Bình Thuận | Nghỉ |  |  |  |
|  |            |      |  |  |  |

#### Vòng 5
| 24 tháng 5 năm 2021 | Bình Thuận | - | Vĩnh Long | Phan Thiết, Bình Thuận   |  |
| 15:00               |            |   |           | Sân vận động: Phan Thiết |  |

| 24 tháng 5 năm 2021 | Tiền Giang | - | Trẻ Thành phố Hồ Chí Minh | Mỹ Tho, Tiền Giang       |  |
| 15:30               |            |   |                           | Sân vận động: Tiền Giang |  |

| 24 tháng 5 năm 2021 | Đồng Nai | - | Đồng Tháp | Thành phố Biên Hòa, Đồng Nai |  |
| 17:00               |          |   |           | Sân vận động: Đồng Nai       |  |

|  | Gia Định | Nghỉ |  |  |  |
|  |          |      |  |  |  |

#### Vòng 6
| 29 tháng 5 năm 2021 | Bình Thuận | - | Đồng Tháp | Phan Thiết, Bình Thuận   |  |
| 15:00               |            |   |           | Sân vận động: Phan Thiết |  |

| 4 tháng 5 năm 2021 | Vĩnh Long | - | Đồng Nai | Thành phố Vĩnh Long, Vĩnh Long |  |
| 17:00              |           |   |          | Sân vận động: Vĩnh Long        |  |

| 29 tháng 5 năm 2021 | Gia Định | - | Tiền Giang | Hóc Môn, Thành phố Hồ Chí Minh |  |
| 15:00               |          |   |            | Sân vận động: Tân Hiệp         |  |

|  | Trẻ Thành phố Hồ Chí Minh | Nghỉ |  |  |  |
|  |                           |      |  |  |  |

#### Vòng 7
| 3 tháng 6 năm 2021 | Tiền Giang | - | Bình Thuận | Mỹ Tho, Tiền Giang       |  |
| 15:30              |            |   |            | Sân vận động: Tiền Giang |  |

| 3 tháng 6 năm 2021 | Trẻ Thành phố Hồ Chí Minh | - | Vĩnh Long | Quận 10, Thành phố Hồ Chí Minh |  |
| 15:00              |                           |   |           | Sân vận động: Thống Nhất       |  |

| 3 tháng 6 năm 2021 | Đồng Tháp | - | Gia Định | Cao Lãnh, Đồng Tháp    |  |
| 15:30              |           |   |          | Sân vận động: Cao Lãnh |  |

|  | Đồng Nai | Nghỉ |  |  |  |
|  |          |      |  |  |  |

## Bảng xếp hạng

### Bảng A
| VT | Đội                        | ST | T | H | B | BT | BB | HS | Đ | Giành quyền tham dự hoặc xuống hạng              |
| -- | -------------------------- | -- | - | - | - | -- | -- | -- | - | ------------------------------------------------ |
| 1  | Lâm Đồng                   | 1  | 1 | 0 | 0 | 4  | 1  | +3 | 3 | Giành quyền tham dự Vòng chung kết               |
| 2  | Hải Nam Vĩnh Yên Vĩnh Phúc | 1  | 0 | 1 | 0 | 0  | 0  | 0  | 1 | Giành quyền tham dự Vòng chung kết               |
| 3  | Hòa Bình                   | 1  | 0 | 1 | 0 | 0  | 0  | 0  | 1 |                                                  |
| 4  | PVF                        | 0  | 0 | 0 | 0 | 0  | 0  | 0  | 0 |                                                  |
| 5  | Trẻ SHB Đà Nẵng            | 0  | 0 | 0 | 0 | 0  | 0  | 0  | 0 |                                                  |
| 6  | Trẻ Quảng Nam              | 0  | 0 | 0 | 0 | 0  | 0  | 0  | 0 |                                                  |
| 7  | Kon Tum                    | 1  | 0 | 0 | 1 | 1  | 4  | −3 | 0 | Có thể phải xuống chơi tại giải hạng Ba năm 2022 |

### Bảng B
| VT | Đội                       | ST | T | H | B | BT | BB | HS | Đ | Giành quyền tham dự hoặc xuống hạng              |
| -- | ------------------------- | -- | - | - | - | -- | -- | -- | - | ------------------------------------------------ |
| 1  | Tiền Giang                | 1  | 1 | 0 | 0 | 1  | 0  | +1 | 3 | Giành quyền tham dự Vòng chung kết               |
| 2  | Bình Thuận                | 1  | 0 | 1 | 0 | 1  | 1  | 0  | 1 | Giành quyền tham dự Vòng chung kết               |
| 3  | Gia Định                  | 1  | 0 | 1 | 0 | 1  | 1  | 0  | 1 |                                                  |
| 4  | Đồng Nai                  | 1  | 0 | 1 | 0 | 1  | 1  | 0  | 1 |                                                  |
| 5  | Trẻ Thành phố Hồ Chí Minh | 1  | 0 | 1 | 0 | 1  | 1  | 0  | 1 |                                                  |
| 6  | Đồng Tháp                 | 0  | 0 | 0 | 0 | 0  | 0  | 0  | 0 |                                                  |
| 7  | Vĩnh Long                 | 1  | 0 | 0 | 1 | 0  | 1  | −1 | 0 | Có thể phải xuống chơi tại giải hạng Ba năm 2022 |

## Tóm tắt kết quả

### Bảng A
| Nhà \ Khách                | KTFC | LĐFC | PVF | TQNM | HNVP | HBFC | TSĐN |
| -------------------------- | ---- | ---- | --- | ---- | ---- | ---- | ---- |
| Kon Tum                    |      |      |     |      |      |      |      |
| Lâm Đồng                   | 4–1  |      |     |      |      |      |      |
| PVF                        |      |      |     |      |      |      |      |
| Trẻ Quảng Nam              |      |      |     |      |      |      |      |
| Hải Nam Vĩnh Yên Vĩnh Phúc |      |      |     |      |      |      |      |
| Hòa Bình                   |      |      |     |      | 0–0  |      |      |
| Trẻ SHB Đà Nẵng            |      |      |     | Hoãn |      |      |      |

### Bảng B
| Nhà \ Khách               | BTFC | ĐTFC | ĐNFC | GĐFC | TGFC | THCM | VLFC |
| ------------------------- | ---- | ---- | ---- | ---- | ---- | ---- | ---- |
| Bình Thuận                |      |      |      |      |      |      |      |
| Đồng Tháp                 |      |      |      |      |      |      |      |
| Đồng Nai                  |      |      |      | 1–1  |      |      |      |
| Gia Định                  |      |      |      |      |      |      |      |
| Tiền Giang                |      |      |      |      |      |      | 1–0  |
| Trẻ Thành phố Hồ Chí Minh | 1–1  |      |      |      |      |      |      |
| Vĩnh Long                 |      |      |      |      |      |      |      |